# Xã Wells, Quận Rice, Minnesota
Xã Wells (tiếng Anh: Wells Township) là một xã thuộc quận Rice, tiểu bang Minnesota, Hoa Kỳ. Năm 2010, dân số của xã này là 1.594 người.